# Соната для фортепиано и валторны № 1 (Данци)
Сона́та для фортепиа́но в сопровожде́нии валто́рны или виолонче́ли ми-бемо́ль мажо́р, соч. 28, P. 252 — первая из двух сонат Франца Данци для этого состава исполнителей. Её публикацию лейпцигское издательство «Брейткопф и Гертель» анонсировало в ноябре 1804 года. В мае следующего года во «Всеобщей музыкальной газете» была напечатана положительная рецензия. Одна из первых сонат для валторны и фортепиано. Не принадлежит к числу наиболее часто исполняемых произведений, но до сих пор остаётся в репертуаре валторнистов.

## История создания
В начале XIX века дуэт валторны и фортепиано был новым сочетанием инструментов. В 1801 году была опубликована соната Бетховена для такого состава исполнителей. Возможно, именно она вызвала у Данци интерес к этому необычному сочетанию тембров. В соответствии с издательской практикой того времени, для увеличения прибыли от продажи произведения была издана также партия виолончели (как и в случае с сонатой Бетховена).
Неизвестно, писал ли Данци свою сонату для конкретного исполнителя. Однако у него есть много произведений для Карла Тюрршмидта, виртуозно владевшего нижним регистром валторны (которая в то время была ещё натуральной, а не вентильной), и в сонате есть несколько пассажей, требующих подобного мастерства.

## Композиция
Соната состоит из трёх частей.
- I. Adagio — Allegro
- II. Larghetto
- III. Allegretto

Первая часть по продолжительности примерно равна двум следующим. В ней сонатному аллегро предшествует небольшое вступление (в основной тональности). Фортепиано ощутимо доминирует в ансамбле, однако и роль валторны — больше, чем аккомпанемент. Так, тему главной партии излагает сначала фортепиано, затем валторна, но уже начало певучей побочной партии отдано валторне на фоне фортепианного аккомпанемента. Разработка также начинается с темы главной партии именно у валторны. Экспозицию предписано повторить, а в репризе её материал воспроизводится практически без изменений, хотя с сокращениями.
Вторая часть написана в сонатной форме в ля-бемоль мажоре (минорная тональность вызвала бы затруднения, поскольку минорный звукоряд не подходит для натуральной валторны; но уже во второй своей сонате Данци отваживается на это). Обе темы поделены между инструментами поровну: первую половину излагает фортепиано, а ответом ему служит вторая половина, исполняемая валторной. Как и в первой части, экспозиция повторяется. Разработка проста и служит лишь напряжённой интермедией между безмятежными экспозицией и репризой.
Третья часть — рондо-соната в основной тональности. Лёгкая танцевальная главная партия отдана целиком фортепиано. Валторна вступает в связующей партии и является основным инструментом при изложении побочной, которая своим жизнерадостным характером ничем не отличается от главной. В новом проведении рефрена (начале разработки) тему главной партии играет уже валторна, однако в собственно разработке (эпизоде рондо) она лишь аккомпанирует фортепиано, партия которого состоит в этом месте из быстрых фигур шестнадцатыми. В репризе материал главной партии также излагается шестнадцатыми (в предыдущих её проведениях использовались восьмые), что добавляет музыке изящества. Валторна, как и в экспозиции, снова становится заметной лишь в связующей партии и выходит на первый план в побочной. В коде два инструмента вступают в игривый диалог, достойно завершающий всю сонату.

## Издания
Уртекст сонаты был подготовлен Гюнтером Хаусвальдом и издан в 1958 году в Лейпциге:
- Danzi, Franz. Sonate Es-Dur für Waldhorn in Es und Klavier op. 28 / Hrsg. von Günter Haußwald. — Leipzig: Friedrich Hofmeister, o. J. (Nr. 7257).

## Записи
В скобках указана дата записи.

### Выпущенные на грампластинках
- (1975?) Барри Такуэлл и Владимир Ашкенази. — Decca Records SXL 6717.
- Айфор Джеймс[англ.] и Дженнифер Партридж. — Kenwest Records KNEW LP 201.

### Выпущенные на компакт-дисках
- (1995) Майкл Томпсон[англ.] и Филип Фоук[англ.]. — Naxos Records[англ.] 8.553570.
- (2000) Томас Мюллер (натуральная валторна) и Эдоардо Торбьянелли (молоточковое фортепиано). — Harmonia Mundi France[англ.]/SCB Documenta HMC 905250 (недоступная ссылка).
- (2014) Стейнар Гренмо Нильсен и Кристина Фоссхайм. — Lindberg Lyd AS[норв.] 2L-113-SABD.